# Svjetsko prvenstvo u vaterpolu 2003.
Svjetsko prvenstvo u vaterpolu 2003. deseto je izdanje tog natjecanja. Održavalo se u Barceloni u Španjolskoj od 14. do 26. srpnja. Hrvatska je u doigravanju za četvrtzavršnicu izgubila od Australije 10:6. U borbi za zlato Mađarska je pobijedila Italiju 11:9, a za broncu SCG je pobijedila Grčku 5:3.

## Konačni poredak
| Mj. | Država             |
| --- | ------------------ |
| 1.  | Mađarska           |
| 2.  | Italija            |
| 3.  | Srbija i Crna Gora |
| 4.  | Grčka              |
| 5.  | Španjolska         |
| 6.  | SAD                |
| 7.  | Australija         |
| 8.  | Slovačka           |
| 9.  | Hrvatska           |
| 10. | Rusija             |
| 11. | Njemačka           |
| 12. | Rumunjska          |
| 13. | Brazil             |
| 14. | Kanada             |
| 15. | Japan              |
| 16. | Kina               |

| Pobjednici            |
| --------------------- |
| Mađarska Drugi naslov |